# Governador Luiz Rocha
Governador Luiz Rocha é um município brasileiro do estado do Maranhão. Sua população estimada em 2022 era de 7.063 habitantes.

## História
A origem do município está ligada à figura de Israel Ferreira dos Santos, natural do Maranhão, nascido em 9 de dezembro de 1880. Morador da localidade Mata do Nascimento (atual Dom Pedro), ele era lavrador e vivia com sua esposa e seus dois filhos.
Em 16 de julho de 1922, Israel mudou-se para a região então conhecida como Pé do Morro (atual Governador Luiz Rocha), dedicando-se à agricultura e à caça. No entanto, sua estadia teve um desfecho trágico. Em 2 de julho de 1923, saiu para uma caçada, levando consigo um machado, um facão e três cães. Após dois dias, retornava com animais abatidos quando foi picado por uma cobra cascavel. Tentando conter o veneno, cortou um pedaço da serpente e amarrou-o sobre o ferimento. Não resistindo ao ataque, faleceu no caminho, sendo encontrado três dias depois, em 5 de julho de 1923.

#### Formação administrativa
O povoado de Pé do Morro permaneceu como parte de São Domingos do Maranhão até sua emancipação. Foi elevado à categoria de município pela Lei Estadual nº 6.173, de 10 de novembro de 1994, recebendo o nome de Governador Luiz Rocha em homenagem ao político maranhense Luiz Rocha. A instalação oficial ocorreu em 1º de janeiro de 1997, com território desmembrado do município de origem.
Em divisão territorial de 1997, o município já figurava como constituído apenas pelo distrito-sede, situação mantida pelo menos até 2005, conforme registros oficiais.

## Geografia
A área do município de Governador Luiz Rocha é de 401,587 quilômetros quadrados, o que o coloca na posição 184 dentre as 217 cidades do Maranhão.
| Área da unidade territorial [2024] | 401,587 km²                                              |
| Hierarquia urbana [2018]           | Centro Local                                             |
| Região de Influência [2018]        | Arranjo Populacional de Teresina/PI - Capital Regional A |
| Região intermediária [2024]        | Presidente Dutra                                         |
| Região imediata [2024]             | Presidente Dutra                                         |
| Mesorregião [2022]                 | Centro Maranhense                                        |
| Microrregião [2022]                | Presidente Dutra                                         |

Fonte: IBGE
| Bioma predominante [2024]             | Cerrado  |
| Área urbanizada [2019]                | 1,68 km² |
| Esgotamento sanitário adequado [2010] | 18,4 %   |
| Arborização de vias públicas [2010]   | 96,4 %   |
| Urbanização de vias públicas [2010]   | 9,3 %    |

Fonte: IBGE
Economia
Em 2021, o PIB per capita da cidade era de R$ 9.024,42. Comparando com outros municípios do estado do Maranhão, ficava na posição 116 de 217.
| PIB per capita [2021]                                                                           | 9.024,42 R$      |
| Índice de Desenvolvimento Humano Municipal (IDHM) [2010]                                        | 0,544            |
| Total de receitas brutas realizadas [2023]                                                      | 38.994.280,03 R$ |
| Transferências correntes (Percentual em relação às receitas correntes brutas realizadas) [2023] | 94,52 %          |
| Total de despesas brutas empenhadas [2023]                                                      | 42.983.279,87 R$ |

Fonte: IBGE
| Salário médio mensal dos trabalhadores formais [2022]                                             | 1,9 salários mínimos |
| Pessoal ocupado [2022]                                                                            | 629 pessoas          |
| População ocupada [2022]                                                                          | 8,91 %               |
| Percentual da população com rendimento nominal mensal per capita de até 1/2 salário mínimo [2010] | 56,4 %               |

Fonte: IBGE
Educação
| Taxa de escolarização de 6 a 14 anos de idade [2010]             | 98,6 %           |
| IDEB – Anos iniciais do ensino fundamental (Rede pública) [2023] | 4,1              |
| IDEB – Anos finais do ensino fundamental (Rede pública) [2023]   | 3,8              |
| Matrículas no ensino fundamental [2023]                          | 1.162 matrículas |
| Matrículas no ensino médio [2023]                                | 343 matrículas   |
| Docentes no ensino fundamental [2023]                            | 135 docentes     |
| Docentes no ensino médio [2023]                                  | 14 docentes      |
| Número de estabelecimentos de ensino fundamental [2023]          | 12 escolas       |
| Número de estabelecimentos de ensino médio [2023]                | 1 escolas        |

Fonte: IBGE